# Afro (漫画家)
Afro（日語：あfろ），日本漫畫家，性別未公開。靜岡縣濱松市出生，現居山梨縣甲府市。

## 人物
- 主要為芳文社旗下雜誌Manga Time Kirara系列杂志執筆，成名作為《搖曳露營△》。[2]
- 出道前常在布告欄上畫爆炸頭人物。筆名即由此而來。[1]
- 北海道電視台深夜綜藝節目《週三怎麼樣》的粉絲。作品《搖曳露營△》亦曾與該節目合作連動。
- 喜歡以全景相機攝影取材。在作品中常以廣角或魚眼鏡頭呈現風景的壯闊感。[3]

## 作品列表

### 漫畫
- 《星期一的飛天橘》（原文：。Manga Time Kirara Miracle!連載。單行本全兩卷）
- 《UFOOOOOPS!!》（Manga Time Kirara Carino （页面存档备份，存于）連載中，未有單行本）
- 《魔法少女小焰☆田村-平行世界並不總是平行的。~》（原文：。MANGA TIME KIRARA MAGICA連載。單行本全3卷。參考魔法少女小圓漫畫作品）
- 《白熊不明局》（原文：。Manga Time Kirara Miracle!連載。單行本全2卷）
- 《搖曳露營△》（原連載於Manga Time Kirara Forward，後改至COMIC FUZ。目前已出版單行本共17卷）
- 《mono女孩》（原連載於Manga Time Kirara Miracle!，後改至Manga Time Kirara Carat。目前已出版單行本共5卷）

### 同人插畫集
- 《K-ON！輕音部故事選集漫畫 01》[4]
- 《向陽素描故事選集漫畫 01》[5]
- 《魔法少女小圓插畫書》[6]
- 《櫻Trick選集漫畫》[7]
- 《請問您今天要來點兔子嗎？故事選集漫畫 01》[8]

### 遊戲
- 《魔法紀錄 魔法少女小圓外傳》（2017，角色設計）
  - 毬子彩花角色形象設計
- 《閃耀幻想曲》（2017，角色設計，剧本，监修）